# Valeriu Calmațui
Valeriu Calmațui (n. 1950) este un politician moldovean, fost deputat în Parlamentul Republicii Moldova în Legislatura 2005-2009 pe listele Partidului Comuniștilor.